# グリーンエレメンツ
株式会社グリーンエレメンツ は、埼玉県入間市に本社を置く企業。日本大学藝術学部工業デザイン研究室によりデザイン・設計された製品（ゴム製車止め）「グライド」を市場化することを目的として設立された日大発ベンチャーである。

## 製品

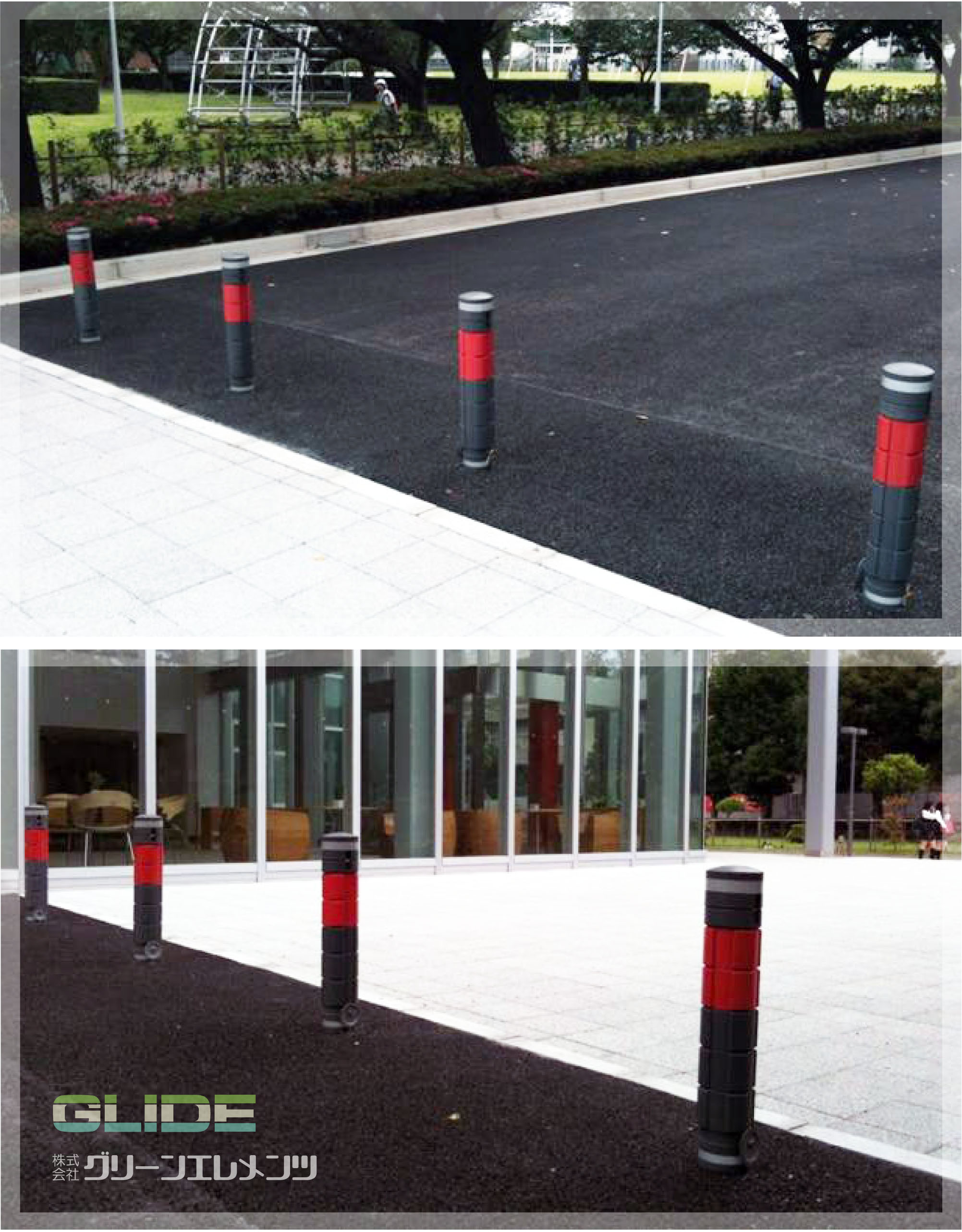
グリーンエレメンツ社 GLIDE-5M

ゴム製車止め・グライドは日本大学と同社の共同特許（第4613297号）となっている。
製品素材には廃タイヤゴム素材を一部利用し、とりわけヒトやクルマの衝突安全を考慮した機能および景観対応デザインを特徴とし、製品廃棄時も同社による無償回収システムが適用されるほか、素材が100%再生利用できるカスケードリサイクル設計となっている。
グライドは現在、日大関係の建造物外構のほか、自治体等において施工されている。